# Elin Hansson
Elin Hansson (født 7. august 1996) er en kvindelig svensk håndboldspiller som spiller for HH Elite og Sveriges kvindehåndboldlandshold.
Hun repræsenterede Sverige, da hun var blandt de udvalgte i landstræner Tomas Axnérs endelige trup ved Sommer-OL 2020 i Tokyo. Hun deltog ligeledes ved EM i kvindehåndbold 2020 i Danmark.